# Бартенштейн, Иоганн Кристоф фон
Иоганн Кристоф фон Бартенштейн (нем. Johann Christoph Freiherr von Bartenstein; 23 октября 1689, Страсбург — 6 августа 1767, Вена) — барон, австрийский политический, государственный и дипломатический деятель, канцлер и министр иностранных дел Габсбургской монархии в 1727—1753 годах.

## Биография
Незнатного происхождения, сын профессора философии, директора гимназии, выходца из Тюрингии. До 1709 года изучал историю, языки и право в университете родного города. В 19-летнем возрасте посетил Париж, затем отправился в Вену, где познакомился с Лейбницем, который позже способствовал его карьерному росту в австрийской администрации.
Начало его известности в 1711 году положило историческое сочинение о войне курфюрста Саксонии Морица с императором Священной Римской империи Карлом V, в котором Бартенштейн хотя и выступил поборником права государственных чинов вести борьбу против императора, но в своей практической деятельности активно боролся против высказанного им принципа.
Чтобы стать государственным чиновником, в 1715 Бартенштейн перешёл из лютеранства в католицизм и поступил на австрийскую службу. Работал секретарём так называемой Тайной конференции (Geheime Konferenz) — правительства империи. Позже стал временным заместителем статс-секретаря Буоля во время его болезни, а потом занял его место. Такое высокое положение сблизило его с императором Карлом VI Габсбургом, который в 1727 назначил его канцлером и своим ближайшим советником, постепенно подчинившись влиянию Бартенштейна, не перестававшего играть роль и при императрице Марии Терезии до 1753 года, когда управление министерством иностранных дел было поручено князю Кауницу.
Тесно сотрудничал с канцлером Антоном Корфицем фон Ульфельдтом, который практически никакого влияния на судьбу Австрии не имел, так как эти вопросы контролировал Бартенштейн.
Долголетние старания Бартенштейна склонить Европу к признанию прагматической санкции (1713 года) Карла VI оказались тщетными, и политика, которую он преследовал при Марии Терезии, имевшая целью уничтожение Пруссии, привела к война за австрийское наследство и унизительным для Австрии мирным договорам, заключенным в Базеле, Дрездене и Ахене. Тем не менее Бартенштейн сохранил и после своей отставки расположение императрицы, вверившей ему воспитание своего сына Иосифа.

## Награды
- Кавалер Королевского венгерского ордена Святого Стефана (1764)[4]